# Zari jezik
Zari jezik (zariwa; ISO 639-3: zaz), afrazijski jezik zapadnočadske skupine kojim govori 20 700 ljudi (2000) u sjevernonigerijskim državama Bauchi i Plateau. Ima tri dijalekta: zakshi (zaksa; 20 000, 1995 CAPRO), boto (boot, bibot; 10 000) i zari (kopti, kwapm).
S jezicima geji [gji], polci [plj], saya [say] i zeem [zua] čini podskupinu vlastitih zaar jezika

## Vanjske poveznice
- Ethnologue (14th)
- Ethnologue (15th)